# Codex Wallerstein

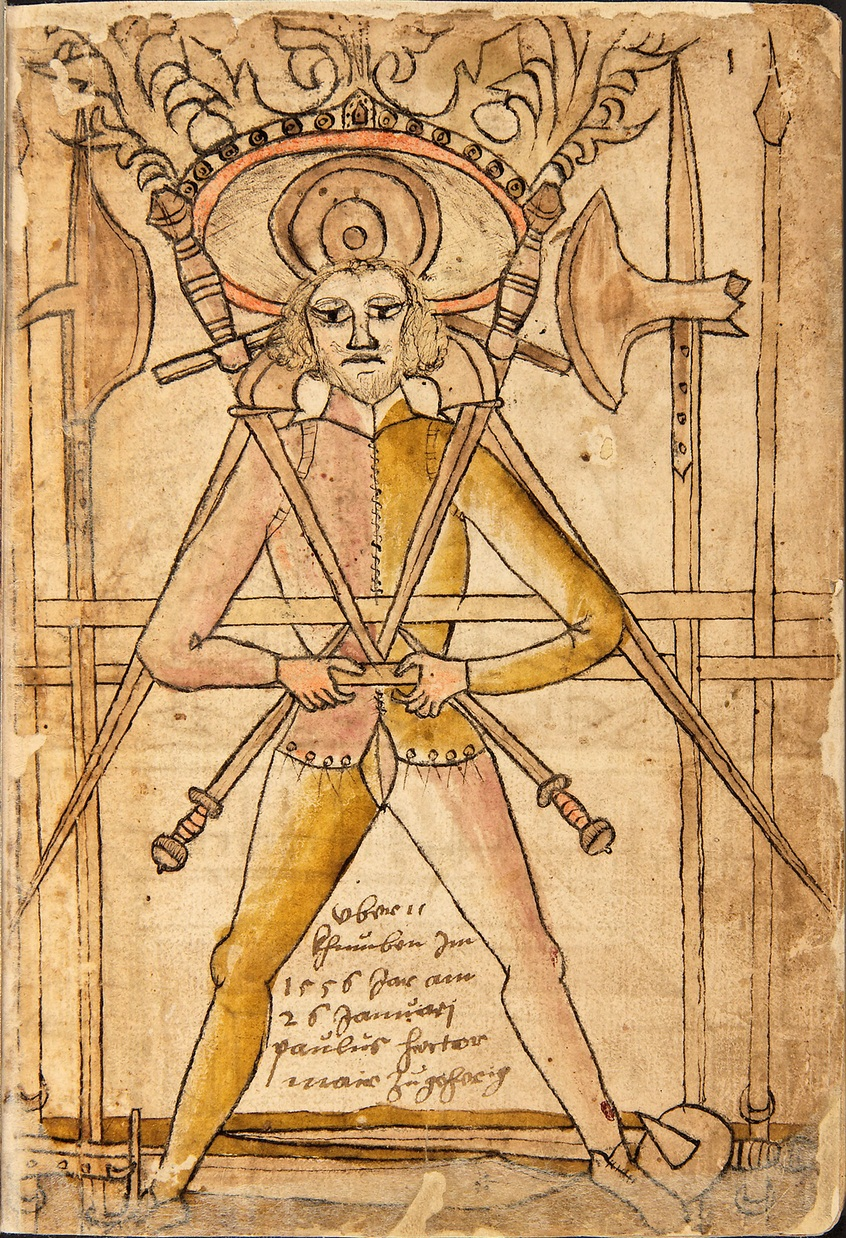
Bild aus dem Codex Wallerstein: Fechter mit diversen Waffen

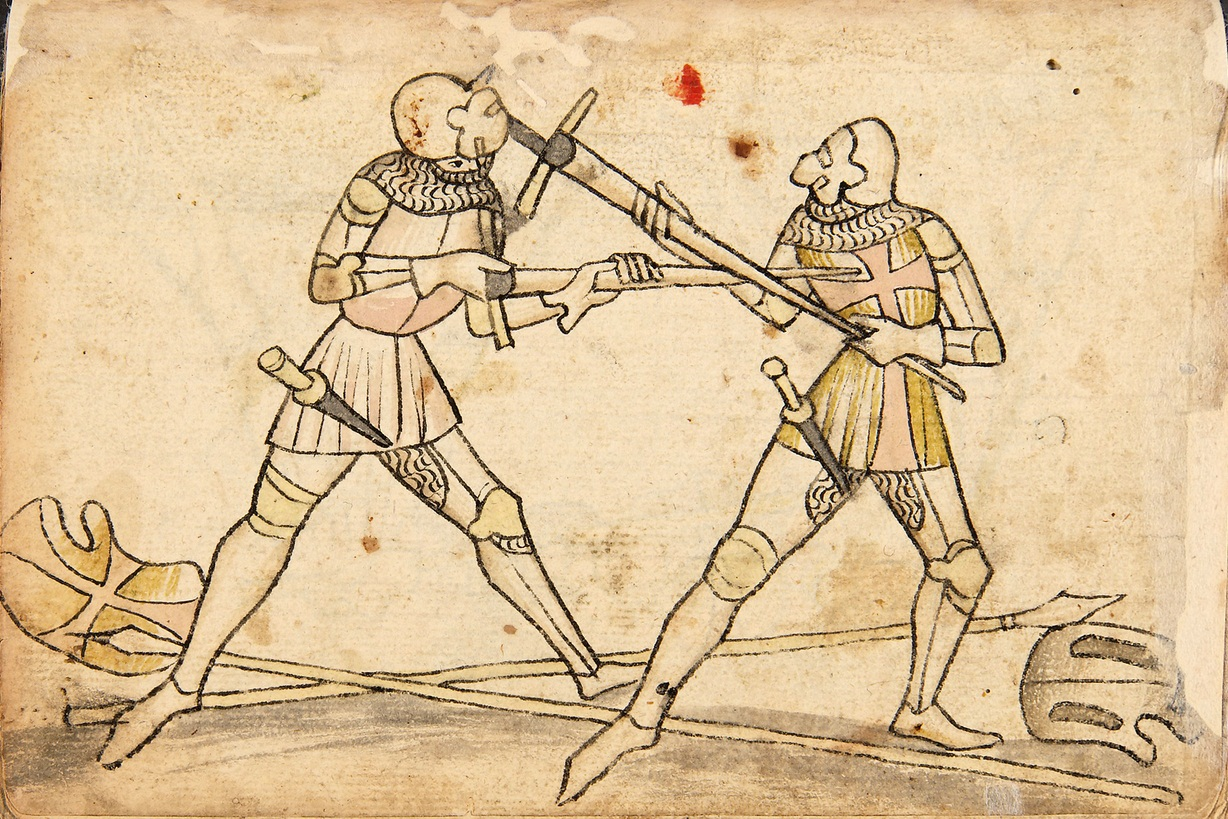
Bild 214 des Codex Wallerstein: Illustration eines Stichs mit dem „Halben Schwert“ gegen einen „Mordhau“ in Plattenrüstung

Der Codex Wallerstein (Universität Augsburg I.6.4.2) ist ein Fechtbuch des 16. Jahrhunderts. Es beschreibt auf 221 Seiten illustriert Techniken des Kampfes mit Langschwert, Messer, Dolch und Stechschild. Darüber hinaus werden auch Techniken des waffenlosen Kampfes bzw. der Selbstverteidigung dargestellt.